# セクシー・ソルジャーズ
『セクシー・ソルジャーズ』（原題: Savage Sisters）は、エディ・ロメロが監督し、フィリピンで制作された1974年の女囚映画。
俳優・プロデューサーのジョン・アシュリーが同国で撮影した、最後で最も製作費をかけた映画であった。

## ストーリー
革命によって分裂した国で、メイ・リンやジョウ・ターナーが属する革命家グループによって100万ドルが盗まれた。革命家たちは仕事を手伝ったギャングの一味であるマラヴァーシとワン・アイに裏切られ、投獄された。
女性警察官のリン・ジャクソンがメイ・リンとジョウを刑務所から脱獄させ、モラレス警部が彼女たちを追跡する。脱獄した2人とリンは詐欺師のW・P・ビリングスリーと色仕掛けを交えつつ、化かし化かされの微妙な協力関係を結ぶ。
全員が金の行方を追った。マラヴァーシとワン・アイは金を持って逃げ切ろうと試みるが、ジョウたちに捕獲され砂の中に首まで埋められてしまう。ビリングスリーも最後に裏切って金を奪おうとするが、女性たちに制圧された。

## キャスト
- グロリア・ヘンドリー: リン・ジャクソン
- チェリー・キャファロー: ジョウ・ターナー
- ロザンナ・オーティズ: メイ・リン
- ジョン・アシュリー（英語版）: W・P・ビリングスリー
- シド・ヘイグ: マラヴァーシ
- エディ・ガルシア（英語版）: モラレス警部
- ヴィク・ディアズ: ワン・アイ
- リタ・ゴメス: 婦人看守オルテガ
- レオポルド・サルセド: バルタザール将軍
- ディンド・フェルナンド: エルネスト
- アンジェロベンチュラ: パンジャブ
- ロメオ・リベラ: ラウル
- アルフォンソ・カルバハル: ルイス
- ロバート・リベラ: ロッコ
- スバス・ヘレロ: ビクター

## 製作
映画の推定製作費は250,000ドルである。
出演した映画スター、グロリア・ヘンドリーは後に「ジョン・アシュリーはとても楽しく、エネルギーに溢れた非常に前向きな人物でした。フィリピンのマニラで仕事をしたのはこれが初めてでした…素晴らしい3ヵ月を過ごしました。私はこの国と彼らの映画の撮り方について多くを学びました。」と回想した。
この映画はもともと『エボニー、アイボリー、ジェイド』と呼ばれ、格闘技を前面に押し出していた。しかし、公開前に数本の格闘技映画が低調に終わったため、プロモーションではパトリシア・ハーストタイプの解放軍に焦点を当てた。

## 評価
シカゴ・トリビューンは、「シド・ヘイグの露骨に滑稽な演技だけが、全体の全ての単調さを打ち破っている」と評した。
ロサンゼルス・タイムズ紙は、「フィリピンからやって来た、より毒々しい金もうけのための粗末な乱造映画の1つ…ロメロの演出はきびきびしている…一種の非常に大雑把な実写活劇漫画としては面白い。」と評した。